# Сєвєродонецьк (судно)
«Сєвєродонецьк» (A812, до 2018 U-812, до 01.08.1997 СФП-322) — українське судно контролю фізичних полів (шифр «Звук», англ. Onega class за класифікацією НАТО), яке перебуває у складі Військово-Морських Сил України. У ВМФ СРСР носило назву СФП-322.

## Історія корабля[1]
Судно контролю фізичних полів проекту 18061 було закладене 2 січня 1985 року на суднобудівному заводі ім. Горького в Зеленодольську, СРСР. Спуск на воду здійснений 15 лютого 1987 року. До складу Чорноморського флоту СРСР введений 10 вересня 1987 року. В озброєнні має РЛС «Дон». 1 серпня 1997 року введене до складу ВМС України, отримало назву «Сєвєродонецьк», на честь однойменного міста Луганської області, із присвоєнням бортового номера «U812».
Під час Російської інтервенції в Україну 2014 року захоплене військовими Чорноморського флоту ВМФ Росії. 3 червня 2014 року повернуте Україні.